# Salacia gambleana
Salacia gambleana är en benvedsväxtart som beskrevs av Whiting och Kaul. Salacia gambleana ingår i släktet Salacia och familjen Celastraceae. Inga underarter finns listade.